# Hold Your Colour
Hold Your Colour è il primo album in studio del gruppo musicale australiano Pendulum, pubblicato il 25 luglio 2005 dalla Breakbeat Kaos.

## Concezione
Realizzato e masterizzato nel 2005 al Metropolis Mastering di Londra, Hold Your Colour non è una vera e propria opera di studio, bensì una raccolta di tutti i lavori realizzati dai Pendulum tra il 2003 e il 2005 riadattati e riprodotti dal gruppo stesso (come i brani Another Planet e Still Grey, pubblicati nel 2004), con l'aggiunta di alcuni brani inediti.
L'album ha visto inoltre la collaborazione dei DJ TC e Fresh, degli MC $pyda e Fats, dei cantanti dei Freestylers e degli Halogen e dei chitarristi dei Karnivool e dei Concord Dawn, oltre al chitarrista Peredur ap Gwynedd, entrato nei Pendulum nel 2006.

## Pubblicazione
Hold Your Colour è stato pubblicato nel luglio 2005 dalla Breakbeat Kaos in due formati differenti: CD e vinile. Da esso sono stati estratti tre singoli, tra cui Slam, il primo nella carriera dei Pendulum ad essere entrato nel Top 40 della classifica britannica dei singoli.
L'album è stato successivamente ripubblicato il 16 luglio 2007 e ha visto la sostituzione dei brani Another Planet e Still Grey con Blood Sugar (pubblicato come singolo finale dell'album) e Axle Grinder.

## Accoglienza
L'album si guadagnò un enorme considerazione da parte del pubblico e ricevette numerose critiche positive soprattutto in Regno Unito e in Australia, divenendo uno dei dischi drum and bass più venduti di tutti i tempi, insieme a New Forms di Roni Size. 225 000 copie di Hold Your Colour furono vendute solo in Regno Unito. Sebbene durante il periodo attorno alla sua pubblicazione, l'album abbia raggiunto la 66ª posizione nella classifica britannica degli album, nel corso del 2008 Hold Your Colour è entrato nella Top 40 della medesima classifica, raggiungendo la 29ª posizione.
Il brano Slam venne incluso nel videogioco di MotorStorm per la PlayStation 3, in Dance Dance Revolution Universe per l'Xbox 360 e apparve anche nella première della serie televisiva britannica di Gladiators. Venne inoltre ripreso in considerazione dalla trasmissione televisiva britannica Nine's Wide World of Sports che lo incluse come sigla di chiusura. Il brano Tarantula venne incluso nella serie televisiva australiana Underbelly, in un episodio di Skins, e come colonna sonora per il videogioco MotorStorm: Pacific Rift.

## Tracce

### Edizione del 2005
CD
1. Prelude – 0:52 (musica: Rob Swire)
2. Slam – 5:44 (musica: Rob Swire, Gareth McGrillen)
3. Plastic World (ft. Fats & TC) – 6:21 (testo: Fats, Tom Casswell – musica: Rob Swire)
4. Fasten Your Seatbelt (ft. The Freestylers) – 6:38 (musica: Rob Swire, Matt Cantor, Aston Harvey)
5. Through the Loop – 6:13 (musica: Rob Swire, Gareth McGrillen)
6. Sound of Life (ft. Jasmine Yee) – 5:21 (Rob Swire)
7. Girl in the Fire – 4:53 (musica: Rob Swire, Gareth McGrillen)
8. Tarantula (ft. Fresh, $pyda & Tenor Fly) – 5:31 (testo: Colin Griffith, Jonathan Sutter – musica: Rob Swire, Gareth McGrillen, Dan Stein)
9. Out Here – 6:07 (testo: Rob Swire, Gareth McGrillen – musica: Rob Swire)
10. Hold Your Colour – 5:28 (Rob Swire)
11. The Terminal – 5:42 (musica: Rob Swire, Gareth McGrillen)
12. Streamline – 5:23 (Rob Swire)
13. Another Planet – 7:38 (musica: Rob Swire, Gareth McGrillen, Paul Harding)
14. Still Grey – 7:51 (Rob Swire)

LP
- Lato A

1. Hold Your Colour – 5:28 (Rob Swire)

- Lato B

1. Girl in the Fire – 4:53 (musica: Rob Swire, Gareth McGrillen)

- Lato C

1. Through the Loop – 6:13 (musica: Rob Swire, Gareth McGrillen)

- Lato D

1. Plasticworld (ft. Fats & TC) – 6:21 (testo: Fats, Tom Casswell – musica: Rob Swire)

- Lato E

1. The Terminal – 5:42 (musica: Rob Swire, Gareth McGrillen)

- Lato F

1. Sound of Life (ft. Jasmine Yee) – 5:21 (Rob Swire)

### Edizione del 2007
1. Prelude – 0:53 (musica: Rob Swire)
2. Slam – 5:45 (musica: Rob Swire, Gareth McGrillen)
3. Plastic World (feat Fats & TC) – 6:22 (testo: Fats, Tom Casswell – musica: Rob Swire)
4. Fasten Your Seatbelt (feat The Freestylers) – 6:38 (musica: Rob Swire, Matt Cantor, Aston Harvey)
5. Through the Loop – 6:14 (musica: Rob Swire, Gareth McGrillen)
6. Sound of Life (feat Jasmine Yee) – 5:21 (Rob Swire)
7. Girl in the Fire – 4:54 (musica: Rob Swire, Gareth McGrillen)
8. Tarantula (Pendulum vs Fresh feat $pyda & Tenor Fly) – 5:31 (testo: Colin Griffith, Jonathan Sutter – musica: Rob Swire, Gareth McGrillen, Dan Stein)
9. Out Here – 6:07 (testo: Rob Swire, Gareth McGrillen – musica: Rob Swire)
10. Hold Your Colour – 5:29 (Rob Swire)
11. The Terminal – 5:42 (musica: Rob Swire, Gareth McGrillen)
12. Streamline – 5:24 (Rob Swire)
13. Blood Sugar – 5:16 (musica: Rob Swire, Gareth McGrillen, Matt White)
14. Axle Grinder – 4:10 (Rob Swire)

## Formazione
Gruppo
- Rob Swire – sintetizzatore, programmazione, chitarra (tracce 2 e 9), rhodes (traccia 7), voce (tracce 9, 10, 12 e 14)
- Gareth McGrillen – sintetizzatore e programmazione (tracce 2, 5, 7, 8, 11 e 13), voce (traccia 9)
- Paul Harding – sintetizzatore e programmazione (traccia 13)

Altri musicisti
- Fats, Tom Casswell – voce (traccia 3)
- Pablo Mendelssohn – tromba (tracce 3 e 8)
- James Morton – sassofono contralto (tracce 3 e 8)
- Jonathan Shenoy – sassofono tenore (tracce 3 e 8)
- Tim Smart – trombone (tracce 3 e 8)
- Matt Cantor, Aston Harvey – sintetizzatore e programmazione (traccia 4)
- Jasmine Yee – voce (traccia 6)
- Peredur ap Gwynedd – chitarra (traccia 7)
- Colin Griffith, Jonathan Sutter – voce (traccia 8)
- Andrew Goddard – chitarra (traccia 10)
- Jon Stockman – basso (traccia 10)

Produzione
- Rob Swire – produzione, missaggio
- Gareth McGrillen – produzione (tracce 2, 5, 7, 8, 11 e 13)
- Tom Casswell – produzione vocale aggiuntiva (traccia 3)
- Matt Cantor, Aston Harvey – produzione (traccia 4)
- Dan Stein – produzione (traccia 8)
- Paul Harding – produzione (traccia 13)
- Stuart Hawkes – mastering

## Classifiche
| Classifica (2005)   | Posizione massima |
| ------------------- | ----------------- |
| Regno Unito         | 68                |
| Regno Unito (dance) | 9                 |
| Classifica (2008)   | Posizione massima |
| Regno Unito         | 29                |